# Äkäsjokisuu
Äkäsjokisuu ("Äkäsjokis mynning", även: Äkäsjoensuu) är en ort i Kolari kommun i landskapet Lappland i Finland. Äkäsjokisuu utgjorde en tätort (finska: taajama) vid folkräkningen 1980.

## Befolkningsutveckling
| Befolkningsutvecklingen i Äkäsjokisuu 1980–1980 | Befolkningsutvecklingen i Äkäsjokisuu 1980–1980 | Befolkningsutvecklingen i Äkäsjokisuu 1980–1980 | Befolkningsutvecklingen i Äkäsjokisuu 1980–1980 | Befolkningsutvecklingen i Äkäsjokisuu 1980–1980 |
| ----------------------------------------------- | ----------------------------------------------- | ----------------------------------------------- | ----------------------------------------------- | ----------------------------------------------- |
|                                                 |                                                 |                                                 |                                                 |                                                 |
| År                                              |                                                 |                                                 | Folkmängd                                       | Landareal (km²)                                 |
| 1980                                            | 1980                                            |                                                 | 246                                             | 3,5                                             |